# Carpanè
Carpané è una frazione, nonché sede, del comune italiano di Valbrenta, nella provincia di Vicenza in Veneto.

## Geografia fisica
Il paese si trova sul versante est del canale di Brenta, stretto tra il Brenta stesso e le pendici della costa Alta (634 m s.l.m.), che anticipa la zona dei Colli Alti.

## Storia
La prima attestazione del toponimo è piuttosto tarda: compare nella documentazione relativa alla visita pastorale a Valstagna del 1535. Deriva chiaramente dal latino carpinus con suffisso collettivo -etum, ad indicare un luogo piantato a carpini.
A partire dalla fine del Cinquecento e i primi del Seicento, Carpanè assunse importanza come sede di attività commerciali e paleoindustriali, favorite dalla vicinanza del Brenta. Protagonisti di questo fenomeno furono i veneziani Cappello, che sin dalla fine del XVI secolo vi avevano impiantato seghe, magli, macine per cereali e filatoi.
Le attività dei Cappello subirono nei secoli successivi varie fluttuazioni (anche in funzione delle alluvioni). Ritiratisi definitivamente nel 1798, gli stabilimenti di Carpanè videro vari passaggi di proprietà sino alla seconda metà dell'Ottocento, quando pervennero a Geremia Guarnieri che all'inizio del Novecento fece costruire una centrale idroelettrica, funzionante sino all'alluvione del 1966.
Tra il 21 e il 26 settembre 1944, mentre si svolgeva l'operazione Piave per eliminare le formazioni partigiane attive sul monte Grappa, il paese fu teatro di un tragico eccidio in cui ventinove prigionieri (tredici civili italiani, tra cui una donna incinta, e sedici militari britannici) furono sommariamente processati e fucilati dai nazifascisti.
Fino all'istituzione dell'odierno comune, il 30 gennaio 2019, è stata frazione di San Nazario.

## Monumenti e luoghi d'interesse

### Chiesa parrocchiale
Durante la visita pastorale del 1535, di cui si è già accennato, venne annotata la presenza di un oratorio privato, dedicato a San Pietro e annesso alla dimora della famiglia Cappello. Nel 1745 lo stesso luogo sacro risulta aperto al pubblico culto, essendo Carpanè curazia sussidiaria di San Nazario. Vi celebrava un sacerdote incaricato dai proprietari.
Già dipendente da San Nazario, Carpanè è divenuta curazia autonoma nel 1929 e parrocchia nel 1951.
All'interno della chiesa si conserva un Sant'Antonio abate in legno dipinto, scolpito all'inizio del Seicento da maestranze locali e originariamente collocato su un capitello. Merita un cenno anche una tela raffigurante Storie delle vite dei santi Pietro e Paolo, dipinta nel 1981 da Dionisio Gardini. Dello stesso autore sono le tavole della Via Crucis.

### Santuario della Madonna dell'Onda
Si trova nella località Londa, poco più a sud del paese. Il toponimo allude alle acque del Brenta, in quel punto particolarmente rapide.
Fu eretto nel XVI secolo in seguito a una devastante alluvione che, tuttavia, lasciò intatto un sacello risalente alla metà dello stesso secolo. L'evento fu considerato un miracolo e attorno al luogo sacro fu innalzato il santuario, in modo da racchiuderlo. Nel 1833, a causa del grande flusso dei pellegrini, fu necessario ricostruirlo di dimensioni maggiori.
Il sacello interno conserva un affresco datato 1547 raffigurante la Madonna della Salute tra i santi Rocco e Sebastiano.
Tuttora il santuario è oggetto di grande devozione popolare. Una volta l'anno vengono organizzate due processioni simultanee, l'una da San Nazario e l'altra da Valstagna, per preservare la valle dalle alluvioni; ciascuna reca una statua della Vergine e, quando si incrociano, le due Madonne vengono fatte inchinare l'una verso l'altra.

### Ex centrale idroelettrica Guarnieri
Interessante esempio di archeologia industriale di origini relativamente recenti, ma sovrapposto a parti più antiche risalenti al XVII secolo. Nelle adiacenze sorgono i resti degli altri stabilimenti che costituivano la "zona industriale" di Carpanè, ovvero la filanda, il magazzino tabacchi (oggi adibito a museo del Tabacco) e la cartiera Sasso.
Si distinguono ancora il bacino di carico delle condotte forzate, la spianata dove si trovavano queste ultime e gli edifici della centrale, comprendenti la sala delle turbine e la palazzina con gli impianti di trasformazione e la sala di partenza delle linee elettriche. Una torretta merlata racchiude la scala per l'accesso ai vari piani. Nulla resta della roggia che portava l'acqua alla centrale, distrutta dall'alluvione del 1966. L'evento portò alla chiusura dell'intero complesso.
Ceduta al comune di San Nazario, risulta oggi abbandonata, anche se non mancano le proposte per rivalorizzarla.

### Museo del Tabacco e del Recuperante
Sì trova nel palazzo Guarnieri, già sede del magazzino tabacchi in cui veniva raccolto e smistato il tabacco prodotto nel canale di Brenta.
Vi è esposta una ricca collezione di attrezzi e altri manufatti per la coltivazione e la lavorazione del tabacco, che per secoli ha condizionato l'economia e il paesaggio della valle. Un'altra sezione è dedicata all'attività del recuperante e raccoglie cimeli civili e bellici risalenti alla grande guerra.
Nello stesso stabile hanno sede il comune di Valbrenta e l'unione montana Brenta.